# Antypas z Pergamonu
Antypas z Pergamonu, również Antyp(a) (cs. Священномученик Анти́па Перга́мский; zm. w I wieku) – biskup Pergamonu w Azji Mniejszej, święty, męczennik wczesnochrześcijański.
W czasach prześladowań chrześcijan za panowania Nerona (54–68) lub Domicjana (81–96) został skazany na śmierć za trwanie w wierze w Jezusa Chrystusa. 
Wymieniony przez Jana Ewangelistę w Apokalipsie, w liście do Kościoła w Pergamonie:

Wiem, gdzie mieszkasz: tam, gdzie jest tron szatana, a trzymasz się mego imienia i wiary mojej się nie zaparłeś, nawet we dni Antypasa, wiernego świadka mojego, który został zabity u was, tam gdzie mieszka szatan.

Jego wspomnienie liturgiczne w Kościele katolickim obchodzone jest 11 kwietnia.
Kościół prawosławny wspomina męczennika 11/24 kwietnia, tj. 24 kwietnia według kalendarza gregoriańskiego.
W ikonografii przedstawiany jest w biskupich szatach z dużymi krzyżami. Ma kędzierzawe włosy, siwą, średniej długości brodę, w ręce trzyma Ewangelię lub zwój z napisem: „Panie Boże, zbaw wszystkich pokładających w Tobie nadzieję”.
Tradycja Kościoła wschodniego sytuuje go wśród 72 uczniów Chrystusa.